# Pieńczykówek
Pieńczykówek – wieś w Polsce położona w województwie podlaskim, w powiecie grajewskim, w gminie Rajgród.
W 1929 r. wieś należała do gminy  Bełda. Majątek ziemski posiadał tu Teofil Karwowski (111 mórg), J. Pieńczykowski (120), Kazimierz Pieńczykowski (118), Leopold Zawadzki (118). 
W latach 1975–1998 miejscowość administracyjnie należała do województwa łomżyńskiego.
Wierni kościoła rzymskokatolickiego należą do parafii Matki Bożej Nieustającej Pomocy w Grajewie.